# Đài tưởng niệm cuộc khởi nghĩa nông dân 1831
Đài tưởng niệm cuộc khởi nghĩa nông dân 1831 (tiếng Slovakia: Pamätník roľníckej vzbury 1831) là một đài tưởng niệm tọa lạc trên đồi Furča, thuộc địa phận làng Haniska, vùng Prešov, Slovakia. Năm 1961, theo Nghị quyết của Chủ tịch Hội đồng Quốc gia Slovakia, đài tưởng niệm cuộc khởi nghĩa nông dân 1831 được công nhận là di tích văn hóa quốc gia. Ngày 17 tháng 4 năm 1963, đài tưởng niệm này được ghi danh vào Danh sách Di tích Trung ương.

## Lịch sử
Đài tưởng niệm được xây dựng vào năm 1938 trong khuôn khổ các hoạt động kỷ niệm 20 năm thành lập Tiệp Khắc nhằm tưởng nhớ cuộc khởi nghĩa nông dân diễn ra vào ngày 19 tháng 7 năm 1831. Cuộc nổi dậy này khởi đầu ở Galicia, do thị trưởng các thành phố và một số nông dân nghèo lãnh đạo, có sức ảnh hưởng đến 150 thành phố tự trị Đông Slovakia và thu hút khoảng 40.000 người tham gia nổi dậy. Cuộc nổi dậy đã bị quân đội đàn áp. 119 nghĩa quân bị hành quyết.

## Mô tả
Đài tưởng niệm cuộc khởi nghĩa nông dân 1831 là tác phẩm của nhà điêu khắc Jozef Pospíšil và kiến trúc sư Č. Vořecha, bao gồm các tác phẩm điêu khắc hoành tráng được tạc từ đá sa thạch. Tổng chiều cao của tượng đài là 20 m.
Dưới chân đế là bức điêu khắc của 7 nghĩa quân, mô tả tượng trưng nghề nghiệp của những người tham gia cuộc khởi nghĩa (chủ yếu là nông dân, thị dân, cai ngục, quản giáo, thợ mỏ, người nghèo đói và viên chức nhà nước).